# Shelter (bài hát của Porter Robinson và Madeon)
"Shelter" là một bài hát được sáng tác bởi DJ và nhà sản xuất thu âm người Mỹ Porter Robinson và DJ và nhà sản xuất thu âm người Pháp Madeon.
Shelter kể câu chuyện về Rin, một cô gái 17 tuổi sống cuộc sống bên trong một mô phỏng tương lai hoàn toàn một mình trong sự cô đơn vô hạn, đẹp đẽ. Mỗi ngày, Rin thức dậy trong thực tế ảo và sử dụng một chiếc máy tính bảng điều khiển mô phỏng để tạo ra một thế giới mới, khác biệt, đẹp đẽ cho chính mình. Cho đến một ngày, mọi thứ thay đổi, và Rin tìm hiểu nguồn gốc thực sự đằng sau cuộc sống của cô bên trong một bản mô phỏng.

## Video âm nhạc
Shelter có một video âm nhạc cho riêng mình trong phong cách vẽ anime nhật bản. Video được sản xuất bởi A-1 pictures với nét vẽ của Megumi Kouno. Cô bé Rin được seiyuu Sachika Misawa lồng tiếng.

### Nội dung
Thiếu nữ 17 tuổi Rin sống cô độc trong một khoảng không gian ảo có thể thay đổi quang cảnh bằng máy tính bảng. Hằng ngày cô thức dậy và luôn luôn kiểm tra email, vốn đã 2539 ngày qua không nhận được một tin nhắn điện tử nào mới. Theo cốt truyện, cô vui chơi thoả thích ngày qua ngày; nhưng trong một ngày dài đặc biệt, cô chợt nhận thấy một chiếc xích đu không phải do cô tạo ra. Cô chạm vào nó và mở khóa những kí ức từ 7 năm trước, những khoảnh khắc cùng người cha tại Tokyo năm lên 10. Vào thời điểm đó, một vật thể ngoài hành tinh kích cỡ mặt trăng đang trong quá trình chuẩn bị va chạm với trái đất, cha cô từ đầu đã chế tạo một phi thuyền không người lái để đưa Rin lên vũ trụ trong trạng thái sống thực vật, chỉ có não bộ là hoạt động. Sau khi phát hiện ra sự thật, cô đã rơi lệ và khẳng định rằng điều này chắc chắn giúp cô mạnh mẽ hơn. Cô biết mình không cô độc, bởi vì cô sống thay phần cho cả người cha.

## Tiểu sử
Trước khi bắt đầu sự nghiệp âm nhạc chuyên nghiệp của mình, Porter Robinson và Madeon gặp nhau lần đầu tiên trong diễn đàn sản xuất âm nhạc trên Internet khi họ lần lượt là 14 và 12 tuổi. Khi gợi nhớ lại quá khứ của mình, Robinson nói rằng vào thời điểm họ gặp nhau, "Thậm chí cả hai chúng tôi còn không có một sự nghiệp âm nhạc rõ ràng, và hai chúng tôi từng là đối thủ của nhau nữa. Chúng tôi đều là những đứa trẻ sáng tác nhạc trên diễn đàn đó, và vì vậy chúng tôi đã cạnh tranh với nhau." Khi sự nghiệp âm nhạc của họ phát triển, cả hai tiếp tục chia sẻ âm nhạc với nhau trước khi trở thành bạn bè, họ đã độc lập thành công với nhau.

## Sử dụng trong phương tiện
Bài hát này được dùng là nhạc nền trong trò chơi của EA Sports, FIFA 17.

## Đón nhận
Music Times đã nêu trong một bài viết rằng "'Shelter' là thứ mà fan của cả hai nghệ sĩ đã từng mong đợi. Bài hát thành công trong việc đem âm thanh của cả hai nghệ sĩ – Porter Robinson và giai điệu kì diệu của anh tìm thấy trong album 'Worlds' và tương tự với những giai điệu lấp lánh mà Madeon đã sử dụng trong suốt những năm qua."

## Bảng xếp hạng
| Bảng xếp hạng (2016)                                   | Vị trí cao nhất |
| ------------------------------------------------------ | --------------- |
| Bỉ Dance (Ultratop Flanders)                           | 30              |
| Belgium Dance Bubbling Under (Ultratop Wallonia)       | 9               |
| France (Syndicat national de l'édition phonographique) | 125             |
| US Dance/Electronic Songs (Billboard)                  | 16              |
| US Spotify Viral 50 (Billboard)                        | 15              |

## Lịch sử phát hành
| Khu vực | Ngày                | Định dạng                | Nhãn                       |
| ------- | ------------------- | ------------------------ | -------------------------- |
| Hoa Kỳ  | 11 tháng 8 năm 2016 | 7" tải xuống kĩ thuật số | Columbia Records popcultur |